# Сент-Антони (Айдахо)
Сент-Антони (англ. St. Anthony) — окружной центр округа Фримонт, штат Айдахо, США. Согласно переписи 2010 года население составляло 3542 человека, что на 200 человек больше, чем в 2000 году.

## География
Сент-Антони расположен по координатам 43°57′53″ с. ш. 111°41′05″ з. д. (43.964815, -111.684829). По данным Бюро переписи населения США в 2010 году город имел площадь 4,01 км², из которых 3,97 км² — суша и 0,04 км² — водоёмы.

### Климат
| Показатель                          | Янв.  | Фев.  | Март | Апр. | Май  | Июнь | Июль | Авг. | Сен. | Окт. | Нояб. | Дек.  | Год  |
| ----------------------------------- | ----- | ----- | ---- | ---- | ---- | ---- | ---- | ---- | ---- | ---- | ----- | ----- | ---- |
| Средний суточный максимум, °C       | −1,8  | 1,1   | 6,4  | 13,2 | 18,7 | 23,6 | 28,2 | 28,2 | 22,8 | 15,6 | 5,4   | −0,9  | 13,4 |
| Средний суточный минимум, °C        | −13,9 | −12,7 | −8,1 | −3,7 | 1,3  | 5,1  | 7,7  | 6,3  | 1,7  | −3,1 | −8,4  | −13,6 | −3,4 |
| Норма осадков, мм                   | 32    | 23    | 28   | 29   | 51   | 39   | 25   | 19   | 23   | 25   | 34    | 33    | 361  |
| Источник: NOAA (normals, 1971–2000) |       |       |      |      |      |      |      |      |      |      |       |       |      |

## Демография
| Год переписи | Нас. |  | %±     |
| ------------ | ---- |  | ------ |
| 1900         | 411  |  | —      |
| 1910         | 1238 |  | 201,2% |
| 1920         | 2957 |  | 138,9% |
| 1930         | 2778 |  | −6,1%  |
| 1940         | 2719 |  | −2,1%  |
| 1950         | 2695 |  | −0,9%  |
| 1960         | 2700 |  | 0,2%   |
| 1970         | 2877 |  | 6,6%   |
| 1980         | 3212 |  | 11,6%  |
| 1990         | 3010 |  | −6,3%  |
| 2000         | 3342 |  | 11%    |
| 2010         | 3542 |  | 6%     |
| 2020         | 3606 |  | 1,8%   |

### Перепись 2010 года
По данным переписи 2010 года, в городе проживало 3 542 человека в 1 118 домохозяйствах в составе 857 семей. Плотность населения составила 893,8 чел./км². Было 1 252 квартир, средняя густота которых составляла 315,9/км². Расовый состав города: 85,9% белых, 0,5% афроамериканцев, 0,8% индейцев, 0,5% азиатов, 0,2% тихоокеанских островитян, 10,6% других рас, а также 1,6% двух или более рас. Доля испанцев и латиноамериканцев составляла 20,9% населения.
Из 1 118 домохозяйств 45,3% имели детей младше 18 лет, которые жили с родителями; 58,8% были супругами, жившими вместе; 12,1% имели хозяйку без мужа; 5,8% имели хозяина без жены и 23,3% не являлись семьями. 20,3% домохозяйств состояли из одного человека, в том числе 7,7% в возрасте 65 лет и старше. В среднем на домохозяйство приходилось 2,94 жителя, а средний размер семьи составил 3,39 человека.
Средний возраст жителей города составил 29,8 лет. Из них 31,7% были лица младше 18 лет; 10,1% — в возрасте от 18 до 24 лет; 27,3% в возрасте от 25 до 44 лет; 20,5% в возрасте от 45 до 64 лет и 10,4% — в возрасте 65 лет и старше. Половой состав населения: 54,5% — мужчины и 45,5% — женщины.
Средний доход на одно домашнее хозяйство составил 47 055 долларов США (медиана — 42 500), а средний доход на одну семью — 51 873 доллара (медиана — 48 548). Медиана доходов составляла 40 250 долларов для мужчин и 22 107 долларов для женщин. За чертой бедности находилось 13,5% человек, в том числе 17,3% детей младше 18 лет и 10,4% лиц в возрасте 65 лет и старше.
Гражданское трудоустроенное население составляло 1376 человек. Основные области занятости: образование, здравоохранение и социальная помощь — 23,8%, розничная торговля — 10,0%, строительство — 9,4%.

### Перепись 2000 года
Согласно переписи 2000 года, в городе проживало 3 342 человек в 1 091 домохозяйствах в составе 819 семей. Плотность населения составила 992,6 чел./км². Было 1 218 квартир, средняя густота которых составляла 361,7/км². Расовый состав города: 89,05% белых, 0,21% афроамериканцев, 0,69% индейцев, 0,66% азиатов, 0,06% тихоокеанских островитян, 7,09% других рас и 2,24% двух или более рас. Доля испанцев и латиноамериканцев составляла 15,38% населения.
Из 1 091 домохозяйства 40,1% имели детей младше 18 лет, которые жили с родителями; 59,9% были супругами, жившими вместе; 11,5% имели хозяйку без мужа, и 24,9% не являлись семьями. 22,1% домохозяйств состояли из одного человека, в том числе 10,1% в возрасте 65 лет и старше. В среднем на домохозяйство приходилось 2,94 жителя, а средний размер семьи составил 3,47 человека.
Возрастной состав населения: 33,2% лица младше 18 лет, 10,1% в возрасте от 18 до 24 лет, 26,8% в возрасте от 25 до 44 лет, 18,5% в возрасте от 45 до 64 лет и 11,4% в возрасте 65 лет и старше. Средний возраст жителей — 30 лет. Половой состав населения: 51,8% — мужчины и 48,2% — женщины.
Средний доход домохозяйств в городе составил 31 023 доллара США, семей — 37 995 долларов. Средний доход мужчин составил 26 625 долларов и 22 734 долларов у женщин. Доход на душу населения в городе составлял 12 898 долларов. Приблизительно 10,3% семей и 15,6% населения находились за чертой бедности, включая 20,8% лиц младше 18 лет и 14,2% в возрасте 65 лет и старше.